# José María Gabriel y Galán
José María Gabriel y Galán (n. 28 iunie 1870 - d. 6 ianuarie 1905) a fost un poet spaniol.
Adversar al modernismului, lirica sa este de inspirație bucolică, tradițională, reactualizând specii literare folclorice.

## Opera
- 1902: Castiliene ("Castellanas")
- 1902: Din Extremadura ("Extremeñas")
- 1904: Rustice ("Campesinas").